# West Harsley
West Harsley is een plaats en civil parish in het bestuurlijke gebied Hambleton, in het Engelse graafschap North Yorkshire.